# Elena Bonner
Elena Gheorghievna Bonner (în rusă Елена Георгиевна Боннэр, n. 15 februarie 1923, la Merv, în URSS, azi în Turkmenistan - d. 18 iunie 2011, Boston, Statele Unite ale Americii) a fost o militantă pentru apărarea drepturilor omului în URSS, văduva Laureatului Premiului Nobel pentru Pace Andrei Saharov (1975).

## Biografie
Elena Bonner s-a născut la 15 februarie 1923, în localitatea Mary/Merv, pe atunci în Uniunea Sovietică, azi în Turkmenistan. Fiică a activistei comuniste evreice Ruth Grigorievna Bonner și a lui Gheorghi Alihanov (născut Gevork Alihanian, armean), care se refugiase de genocidul armean, în 1915, Elena Bonner a purtat, inițial, numele de Lusik Alihanova. Gheorghi Alihanov/Gevork Alihanian era un proeminent comunist armean, secretar al Cominternului. Tatăl Elenei Bonner, Gheorghi Alihanov/Gevork Alihanian, arestat în 1937, a fost împușcat la 13 februarie 1938, în timpul marilor epurări staliniste. Mama sa, Ruth Grigorievna Bonner, a fost arestată la 10 decembrie 1937 și a fost condamnată, la 22 martie 1938, la 8 ani de exil, în perioada aceleiași mari epurări staliniste. Părinții Elenei Bonner au fost reabilitați, în 1954, după moartea lui Stalin.
În urma arestării ambilor părinți, în 1937, Elena Bonner s-a mutat la Leningrad. În 1940 a absolvit liceul și a intrat la cursurile serale la Facultatea de Limba și Literatura Rusă, de la Institutul pedagogic „Alexander Herzen” de la Leningrad. 
În timpul celui de--al Doilea Război Mondial, Elena Bonner a servit ca voluntară, infirmieră, în Armata Roșie, fiind grav rănită. Apoi a lucrat ca asistentă medicală, iar mai târziu, din 1943 a fost asistentă șefă la spitalul militar de pe trenul 122. În 1971, i-a fost recunoscut handicapul de pe urma celui de-al Doilea Război Mondial.
După război, din 1947 până în 1953, Elena Bonner a studiat la Institutul de Medicină de la Leningrad. După absolvire, a lucrat ca medic de circumscripție, apoi medic pediatru. A fost distinsă cu Premiul de Excelență al Sănătății al URSS.
A fost căsătorită cu Ivan Semionov, cu care a avut doi copii: Tatiana (născută în 1950) și Alexei (născut în 1956). Elena Bonner a divorțat de Ivan Semionov în 1965. 
În anul 1965, după cel de-al XXII-lea Congres al partidului, Elena Bonner a aderat la Partidul Comunist al Uniunii Sovietice; era candidată din 1964. Cu toate acestea, după evenimentele care au culminat cu invazia Cehoslovaciei de către țările Tratatului de la Varșovia (cu excepția României), din noaptea de 20 spre 21 august 1968, pe care le-a considerat necorespunzătoare, Elena Bonner a încetat să-și mai plătească cotizația de membră și s-a retras din partid în 1972, ca urmare a convingerilor sale.
Elena l-a întâlnit pe Andrei Saharov în Comitetul pentru Apărarea Drepturilor Omului și Apărarea Victimelor Politice, pe care Saharov îl crease. În 1972, s-a căsătorit cu Andrei Saharov, pe care l-a reprezentat la ceremonia de acordare a Premiului Nobel pentru Pace de la Oslo. În timpul celor douăzeci de ani ai vieții lor conjugale, ea i-a fost soțului său asistentă, colaboratoarea cea mai apropiată, precum și purtătoarea sa de cuvânt. Împreună cu Saharov, a plecat în exil în orașul Gorki (1980). În 1991 Elena Boner a primit Premiul Rafto.
Având în vedere participarea activă, alături de soțul său Andrei Saharov, în domeniul apărării drepturilor omului în Uniunea Sovietică, Elena Bonnera fost supusă mai multor urmăriri și detenții, fiind deseori șantajată. Fiica, Tatiana și fiul, Alexei, au fost dați afară din universitate, iar în anii 1970, au fost forțați să emigreze. Însă soției lui Alexei i-a fost refuzată permisiunea de emigrare alături de acesta, ceea ce i-a determinat pe soții Saharov, aflați în exil intern, la Gorki, să declare o primă grevă a foamei (22 noiembrie - 9 decembrie 1981). Greva foamei a avut succes. Nora soților Saharov, E. Alexeeva a reușit să emigreze în Statele Unite ale Americii.
Elena Bonner a murit la 18 iunie 2011, în orașul Boston, din Statele Unite ale Americii. În Europa era deja 19 iunie 2011.

## Autor
Elena Bonner a publicat în revistele Neva, Tineret, în Literaturnaia gazeta, în ziarul Lucrătorii din Sănătate, a participat, la colecția Actori care au murit de pe fronturile din al Doilea Război Mondial, fiind unul dintre autorii cărții Vsevolod Bagritsky, jurnale, scrisori, poezii, apărută în 1964.